# Збірна Мадагаскару з футболу
Збі́рна Мадагаскару з футбо́лу (фр. Équipe de Madagascar de football) — команда, яка представляє Мадагаскар на міжнародних турнірах і матчах з футболу. Керівна організація — Федерація футболу Мадагаскару.

## Чемпіонат світу
- 1930–1970 — не брав участі
- 1974 — відмовився від участі
- 1978 — не брав участі
- 1882 — не пройшов кваліфікацію
- 1886 — не пройшов кваліфікацію
- 1990 — не брав участі
- 1994–2018 — не пройшов кваліфікацію
- 2022 - не пройшов кваліфікацію

## Кубок Африки
- 1957–1970 — не брав участі
- 1972 — не пройшов кваліфікацію
- 1974 — не пройшов кваліфікацію
- 1976 — відмовився від участі
- 1978 — не брав участі
- 1980–1988 — не пройшов кваліфікацію
- 1990 — відмовився від участі
- 1992 — не пройшов кваліфікацію
- 1994 — не брав участі
- 1996 — відмовився від участі під час кваліфікації
- 1998 — дискваліфікований
- 2000–2017 — не пройшов кваліфікацію
- 2019 — чвертьфіналіст
- 2021 — не пройшов кваліфікацію